# 朱彝尊

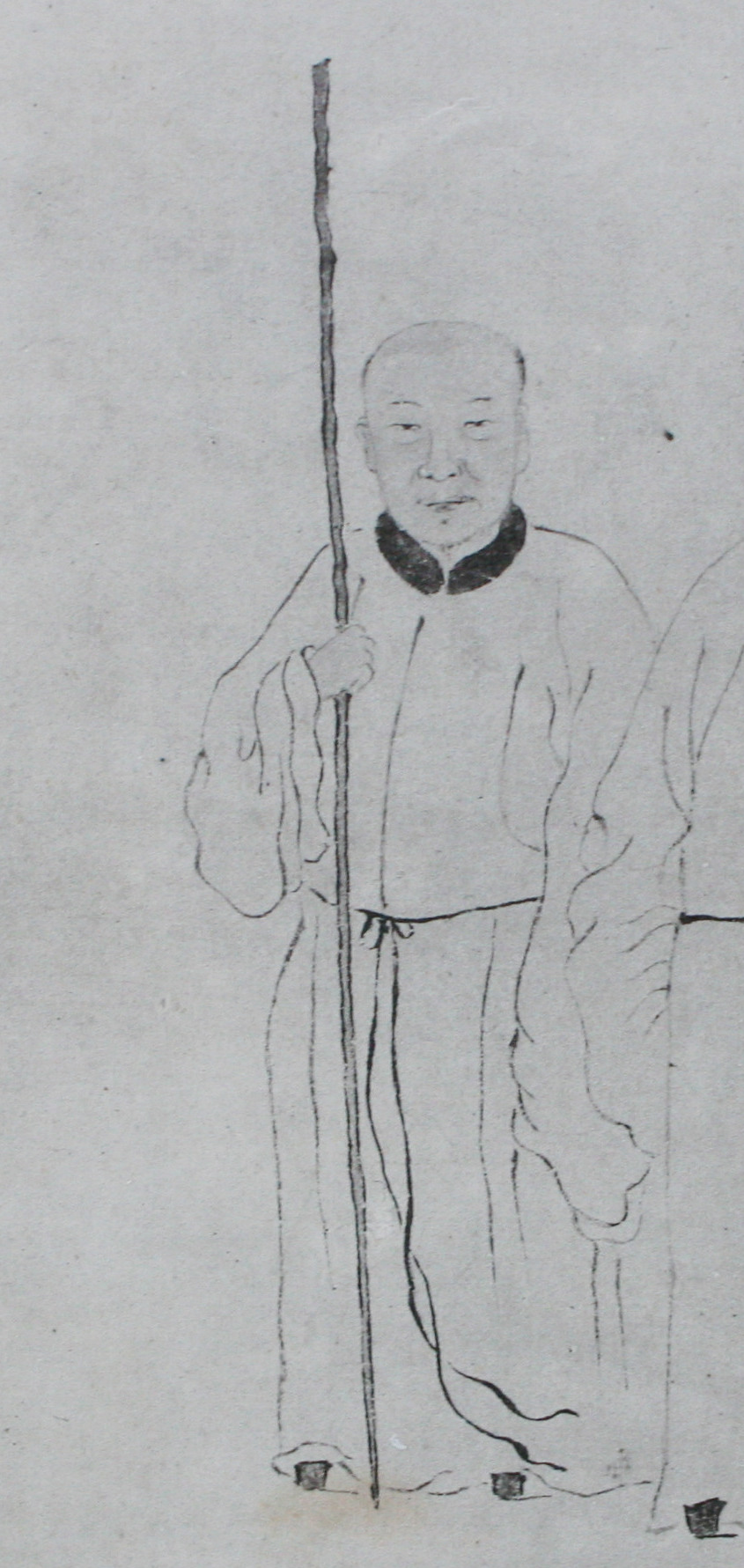
朱彝尊 朱鶴年画

朱 彝尊（しゅ いそん、1629年 - 1709年）は、中国清代の文人。字は錫鬯、竹垞と号する。他の号に、醧舫・金風亭長・小長蘆釣魚師などがある。先祖は蘇州呉江県の人だったが、明の景泰4年（1453年）に嘉興府秀水県に移住している。曾祖父は朱国祚。祖父は朱大競。実父は朱茂曙。養父は朱茂暉（朱茂曙の兄）。子の朱崑田・孫の朱稲孫も詩文により有名。

## 生涯
幼時より異才あり博覧強記で知られる。家は貧しかったので四方に流遇し、南は嶺南、北は雲朔、東は滄海から芝罘・東甌をめぐり、至るところの祠や塚の金石断片をさがしては考証し、史伝と照らし合わせる。またその土地の遺老と儒者に会見し書籍を借りて研究を重ねた。故郷に帰ったときには文名が高くなっていて、康熙18年（1679年）に博学鴻詞科に推挙され、翰林院検討に任命された。『明史』の編纂にたずさわり建議したことはほとんどが適正であった。康熙20年（1681年）に日講起居注官に任命され、江南郷試副考官となり南書房に入直する。部下に古文書を筆写させた件で弾劾され降格するが後にもとの官職に復帰した。病により帰郷し、曝書亭という書斎を造り蔵書8万巻にかこまれ著述に専念し、19年後に没する。
「王士禎は詩に優れ、汪琬は文に優れ、毛奇齢は考証に優れていたが、朱彝尊一人はその全ての長所を兼ね備えた」と『清史稿』の中で評価されている。篆書・隷書を得意とし、絵画の技術も巧みであったという。

## 著書
- 『曝書亭集』80巻
- 『経義考』300巻
- 『日下旧聞』42巻
- 『明詩綜』100巻 - 銭謙益の『列朝詩集』の欠点を正すために編修された[1]。
- 『五代史注』
- 『瀛州道古録』
- 『静志居詩話』
- 『詞綜』34巻